# Find the WASABI!
『Find the WASABI!』（ファインド・ザ・ワサビ）は、2014年1月8日（7日深夜）からTBSで放送されているバラエティ番組。2015年4月からは毎月第3土曜日の「未来へつなぐ。土曜スタジアム」で月1回のレギュラー放送を行っている。

## 内容
ナビゲーターが、日本やアジア圏での活躍を夢見るアジアの人気タレント3人を「WASABIハンター」として任命し、ナビゲーターから出されるミッションに挑戦しながら日本の知られざる魅力を発見していくリアリティ番組。毎回そのミッションについての様々な資料報告を出して発表してもらう体裁になっている。日本の総務省から、「放送コンテンツ海外展開強化促進モデル事業」の指定作品を受けた。
第1期は篠原ともえが運営する東京のシェアハウス「WASABI HOUSE」で共同生活をするという設定だった。
「WASABI」とは、日本独特の香辛料である山葵（わさび）と日本独自の文化を表すわびさびを絡ませ、謎めいた日本文化の象徴を探るという意味合いが込められている
第1期はシンガポールのMedia Corp、第2期はマレーシアのntv7と共同製作しており、TBS系列一部地方局、BS-TBS、マレーシア、シンガポールのほか、タイでも放送され、アジアに向けて日本文化を発信する取り組みもしている。

## 放送日時
日本以外は各国現地時間で表記。

### 第1期
| 放送国       | 放送局           | 放送対象地域     | 放送開始日              | 放送終了日                | 時差             | 放送日時                  | 備考             |
| ------------ | ---------------- | ---------------- | ----------------------- | ------------------------- | ---------------- | ------------------------- | ---------------- |
| 日本         | TBSテレビ        | 関東地方         | 2014年1月8日（7日深夜） | 2014年3月26日（25日深夜） | （基準）         | 水曜（火曜深夜）2:28-2:58 | 共同製作局       |
| シンガポール | （書きかけです） | （書きかけです） | （書きかけです）        | （書きかけです）          | （書きかけです） | （書きかけです）          | （書きかけです） |

### 第2期
2015年4月現在。
| 放送国       | 放送局      | 放送対象地域     | 放送開始日                  | 放送終了日                | 時差            | 放送日時                  | 備考                                                                                   |
| ------------ | ----------- | ---------------- | --------------------------- | ------------------------- | --------------- | ------------------------- | -------------------------------------------------------------------------------------- |
| 日本         | TBSテレビ   | 関東地方         | 2015年1月7日（6日深夜）     | 2015年3月18日（17日深夜） | （基準）        | 水曜（火曜深夜）2:23-2:53 | 共同製作局                                                                             |
| 日本         | 大分放送    | 大分県           | 2015年1月22日               | 2015年4月2日              | 16日遅れ        | 木曜10:20-10:50           |                                                                                        |
| 日本         | 宮崎放送    | 宮崎県           | 2015年1月16日（15日深夜）   | 2015年3月27日（26日深夜） | 9日遅れ         | 金曜（木曜深夜）1:05-1:35 |                                                                                        |
| 日本         | 福井テレビ  | 福井県           | 2015年4月1日（3月31日深夜） | （放送中）                | 約3か月遅れ     | 水曜（火曜深夜）0:40-1:10 | FNS系列。番販ネット                                                                    |
| 日本         | BS-TBS      | 日本一円         | 2015年4月18日               | （放送中）                | （不明）        | 第3土曜23:30-24:00        | 『未来へつなぐ。土曜スタジアム』第3週第2部（月1回放映）                                |
| マレーシア   | ntv7        | マレーシア一円   | 2015年1月9日                | 2015年3月27日             | 2日遅れ→9日遅れ | 金曜22:00-22:30           | 共同製作局 旧正月は休止したため、TBSで2月18日（17日深夜）放送の分以後は9日遅れとなった |
| タイ         | GMM Channel | タイ一円         | 2015年1月10日               | 2015年3月21日             | 3日遅れ         | 土曜14:30-15:00           |                                                                                        |
| シンガポール | Channel U   | シンガポール一円 | 2015年4月12日               | （放送中）                | 約3か月遅れ     | 日曜20:30-21:00           |                                                                                        |

## 出演者

### 第1期

#### MC
- 「WASABI HOUSE」オーナー:篠原ともえ
- 「WASABI HOUSE」コンシェルジュ:マッシュー

#### WASABIハンター
- Palm(パーム)
  - タイ王国出身。ロックバンド「INSTINCT」のボーカルとしても活動し、8歳からの3年間、目黒区で過ごした経験がある。
- SHAE(シェイ)
  - インドネシア出身。
- SERAPH(セラフ)
  - シンガポール出身。シンガポール国立大学卒で、留学生として日本に6週間滞在している。

### 第2期

#### MC
- WASABI コマンダー:藤原紀香

#### WASABIハンター
- ADRIAN（エイドリアン）
  - マレーシア出身
- GOLF（ゴルフ）
  - タイ王国出身
- JEFFREY（ジェフリー）
  - シンガポール出身

### その他
- 侍ナレーター:向井政生(TBSアナウンサー)
- わさび犬:堀井美香(TBSアナウンサー)

### 第3期
- BOYS AND MEN（水野勝、田中俊介、田村侑久、辻本達規、小林豊、本田剛文、勇翔、平松賢人、土田拓海、吉原雅斗）

#### WASABIハンター
- Tay TAWAN（テイ タワン ウィホクラット）
  - タイ王国出身。チュラーロンコーン大学卒。
- Khalil RAMOS（カリール ラモス）
  - フィリピン出身。
- Daniel SHER（ダニエル シャー）
  - シンガポール出身。

### ナレーター
- 向井政生（TBSアナウンサー）

## 放送リスト
放送日はTBSでの初回放送日・タイムテーブル上によるもの

### 第1期
| [icon] | この節の加筆が望まれています。 |

| [icon] | この節の加筆が望まれています。 |

## スタッフ
- テーマ曲「Time Will Find A Way」WEAVER
- 構成:大作麻利、谷田彰吾
- 撮影:星野伸男、鴨川亮介、月村圭
- VE:土屋吉正
- 音声:北島静香
- 着物スタイリング:大野らふ(Ponia-pon)
- スタイリスト:佐藤理恵
- ヘアメイク:南場千鶴、平岡美樹
- ロケ車両:ブルーフラッグ
- 音響効果:板垣仁美
- 編集:山本康介
- MA:西川良
- 技術協力:REC、TheTUBE
- アートディレクター:森田潤(TBSi-camp)
- CG制作:岩屋朝仁、前田紀子
- 技術:榎芳栄(TBS)
- 美術:芳賀基広
- 衣装協力:ROXY,NOFALL、スピンズ、ショップにこにこ、夢展望、ナイキ、Ponia-pon
- 協力:AMUSEInc.、GMMGRAMMYPcl、WarnerMusicIndonesia
- 編成:宮崎陽央(TBS)
- 宣伝:井田香帆里
- AP:ロクサナリー
- AD:田山光桃
- ディレクター:竹内まさみ、刈賀雅孝
- アドバイザー:高橋陽介
- 演出:中村賢治
- 制作プロデューサー:小林祥子(TBS)
- 海外事業プロデューサー:白石徹太郎(TBS)
- プロデューサー:黒沼正弘(トップシーン)、牛田圭子(TBSi-camp)、LeeBeeLuan(MediaCorp)
- 総合プロデューサー:和田のり子(TBS)、RyoLeongNgaiFong(MediaCorp)
- 制作協力:TopSceneINC.
- 製作著作:TBS、MEDIACORP（第1期）、Primeworks Studios（第2期）
- 放送協力:MEDIACORP、Primeworks Studios、MediaCorp